# Szpitalka
Szpitalka – wieś w Polsce położona w województwie kujawsko-pomorskim, w powiecie aleksandrowskim, w gminie Waganiec.

## Podział administracyjny
W latach 1975–1998 miejscowość administracyjnie należała do województwa włocławskiego. Wieś sołecka – zobacz jednostki pomocnicze gminy Waganiec w BIP.

## Demografia
W roku 2009 liczyła 74 mieszkańców. Według Narodowego Spisu Powszechnego (III 2011 r.) było ich 73. Jest jedną z 2 najmniejszych miejscowości gminy Waganiec (ludność żadnej z niech nie przekracza 80 osób).

## Położenie
Wieś na lewym brzegu Wisły, graniczy z Wagańcem, Przypustem, Wójtówką, miejscowości połączone drogami gminnymi. Do Aleksandrowa jest 19 km.

## Historia
Szpitalka w XIX wieku to folwark, w powiecie nieszawskim, gminie Lubanie, parafii Nieszawa (odległość 3 wiorsty). Rozległość folwarczna 180 mórg (129 mórg roli, 33 mórg pastwisk i 11 mórg łąk), 2 budynki murowane i 1 drewniany. Folwark ten wchodził dawniej w skład parafii Parchanie.